# Зеленский, Борис Витальевич
Бори́с Вита́льевич Зеле́нский (бел. Барыс Вітальявіч Зяленскі; 29 июня 1947, Слоним, Барановичская область — 1 декабря 2004) — советский и белорусский писатель-фантаст, переводчик.

## Биография
Родился в Слониме (ныне — Гродненской области). Окончил математический факультет Белорусского государственного университета. Работал программистом. (1970). Работал в Минском научно-исследовательском приборостроительном институте (1970-87), в издательстве «Эридан» (1990-92), охранником. Печатался с 1984 в журнале «Нёман». Участник Малеевских семинаров и семинаров ВТО МПФ. С конца 1980-х годов — профессиональный писатель. Проживал в Минске.
Член СП Приднестровья (2001) и России (2003).
Первый фантастический рассказ — «Адепты адаптации» (1984). Впоследствии печатался в периодике и в различных сборниках, в результате чего в активе писателя набралось более двух десятков рассказов и повестей. Широкую известность писателю принесла повесть «Весь мир в амбаре», опубликованная в журнале «Парус» в 1988 году. Единственная книга писателя — сборник «Вечный пасьянс» (1990), где были собраны его ранние произведения. Было ещё несколько маленьких отдельных изданий, которые вмещали по одному-двум рассказам.
Посещал также немало конвентов фантастики: «Аэлита-91», «Волгакон-2001», «Роскон-2003» и другие.
В последние годы занимался переводами фантастики с английского языка.
Борис Витальевич Зеленский погиб в результате врачебной ошибки 1 декабря 2004 года.